# La Chapelle-des-Pots
La Chapelle-des-Pots è un comune francese di 969 abitanti situato nel dipartimento della Charente Marittima nella regione della Nuova Aquitania.

## Società

### Evoluzione demografica
Abitanti censiti